# سعد عبد الباقي الراوي
سعد عبد الباقي الراوي هو أكاديمي عراقي راحل، شغل منصب رئيس جامعة البصرة ثم وزير التربية ثم رئيس جامعة بغداد.
خاله جابر عمر كان أول وزير للمعارف في العهد الجمهوري.